# روبرتو لونغو
روبرتو لونغو ( من مواليد 4 أبريل 1979) هو حارس مرمى محترف في لعبة هوكي الجليد في كندا لفهود فلوريدا في الرابطة الوطنية للهوكي (NHL).  وهو لاعب قديم منذ  19 عامًا في دوري كرة القدم الأمريكية ، وقد سبق له اللعب في جزر نيويورك وجزيرة فانكوفر كانوكس .  Luongo هو نجم دوري الدرجة الثانية لكرة القدم ( NHL) لمرات مرتين ( 2004 و 2007 ) وفائز في بطولة William William Jennings Trophy لدعمه فريقه لأدنى الأهداف مقابل المتوسط في الدوري ( 2011 ، مع نسخة احتياطية Cory Schneider ).  كان في النهائي لفيزينا تروفي كأفضل حارس مرمى في الدوري (2004 و 2007 و 2011) ، وجائزة ليستر بي بيرسون كأفضل لاعب صوت من قبل أقرانه (2004 و 2007) ، وهارت ميموريال تروفي لاعب قيم (2007).    يحتل Luongo المركز الثاني على الإطلاق في المباريات التي يلعبها حارس مرمى NHL ، ويحتل المركز الثالث في الوقت الذي يفوز فيه .  إنه يستخدم أسلوب الفراشة في تحقيق الأهداف. 

## روابط خارجية
- روبرتو لونغو على موقع دوري الهوكي الوطني (الإنجليزية)
- روبرتو لونغو على موقع قاعة مشاهير الهوكي (لاعب أن.إتش.أل) (الإنجليزية)
- روبرتو لونغو على موقع EliteProspects.com (الإنجليزية)
- روبرتو لونغو على موقع Eurohockey.com (الإنجليزية)
- روبرتو لونغو على موقع HockeyDB.com (الإنجليزية)
- روبرتو لونغو على موقع Hockey-Reference.com (الإنجليزية)
- روبرتو لونغو على موقع اللجنة الأولمبية الدولية (الإنجليزية)
- روبرتو لونغو على موقع أوليمبيديا (الإنجليزية)
- روبرتو لونغو على موقع اللجنة الأولمبية الكندية (الإنجليزية)